# Peugeot 106
A Peugeot 106 egy kiskategóriás autó, amelyet a Peugeot gyártott 1991 szeptemberétől 2003 júliusáig, ezzel ez lett Európa egyik leghosszabb ideig gyártott autója.  A Peugeot 104-et váltotta le, ezzel a Peugeot belépő modelljeként került piacra. 2005 januárjában megjelent helyette a Peugeot 107, amelynek később a Peugeot 108 vette át a helyét.
1996 januárjában megjelent a közel azonos méretű és kinézetű Citroën Saxo, és ugyanekkor a 106-ost is frissítették, minden motor injektort kapott, és a felszereltségi szinteket is megemelték.

## Rally változat

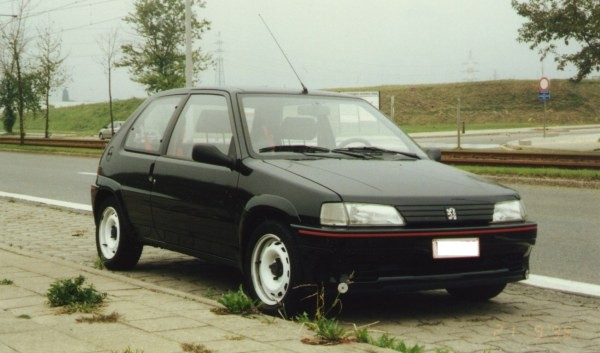
Első ráncfelvarrás előtti Peugeot 106 rally változata

A "fewer frills, more thrills" (szó szerint: kevesebb fodor, több izgalom) szlogennel reklámozott Rally változat nem rendelkezett alufelnivel, központi zárral, és elektromos mozgatású ablakokkal sem, mindezt azért, hogy 825 kilogrammra csökkentsék a tömeget. A modellben egy 1,3 literes benzinmotor dolgozott, és egy ötsebességes kézi sebességváltóval volt ellátva. A jármű az autósportban is versenyképes lehetett, ugyanakkor praktikus családi autóként is szolgálhatott. A rally változat 1996-ban ráncfelvarráson esett át, és nagyobb, 1,6 literes motort kapott.

## Elektromos változat

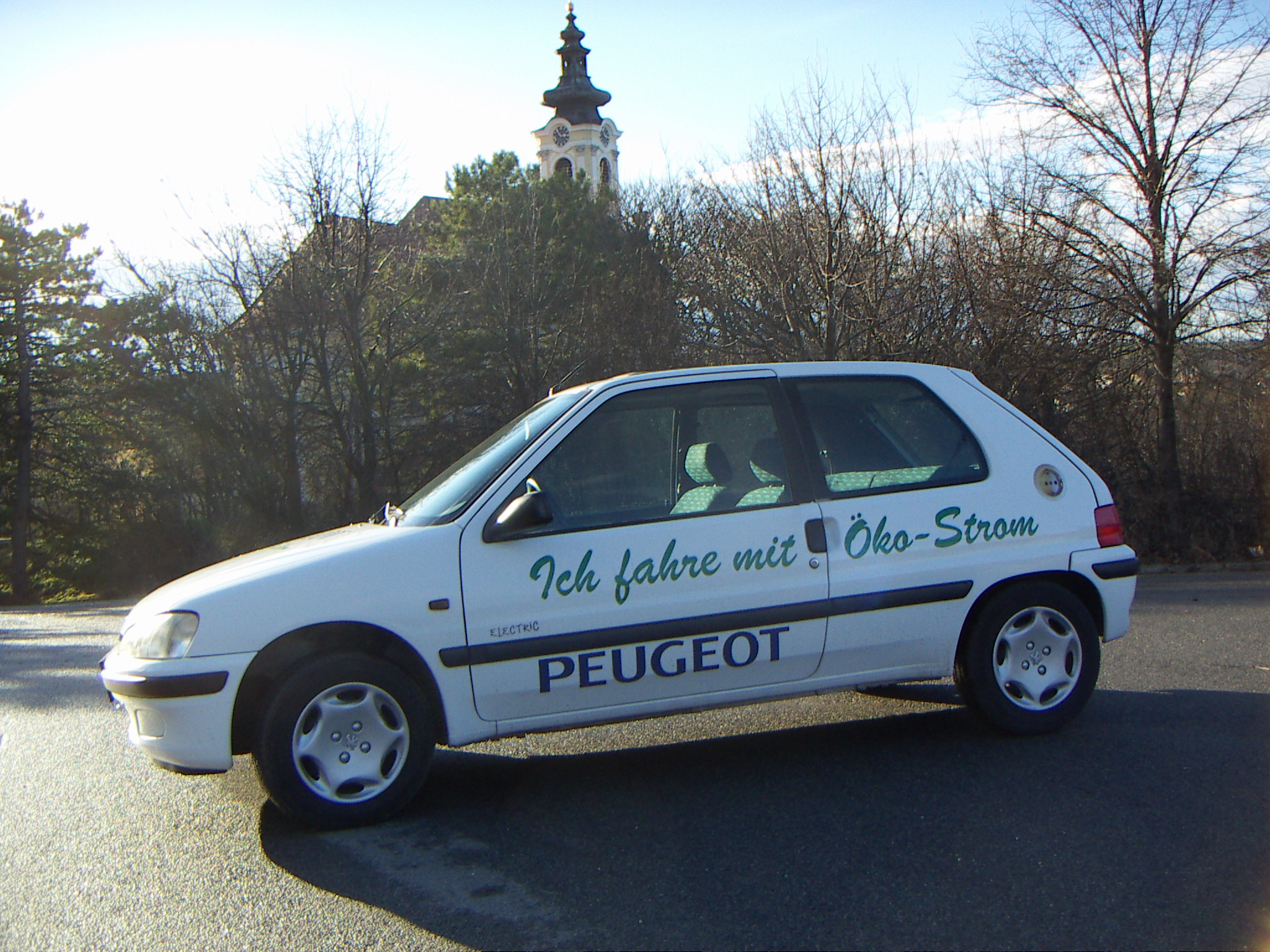
Elektromos változat

1995-ben a Peugeot piacra dobta a 106 elektromos változatát, a 106 Electrique-et. Több európai országban árusították, így például Franciaországban, Belgiumban, Hollandiában, Norvégiában és az Egyesült Királyságban.

## Benzinmotorok
| Űrtartalom | Név              | Év        | Benzinbejuttatás módja | Teljesítmény                  | Modell                                                                             | Megjegyzés |
| 1.0        | TU9K             | 1991–1992 | Solex Carburettor      | 45 hp at 6,000rpm             | Open, XN, Kid, Itinéa                                                              | Ezt a motort elsősorban Brazíliában használták az 1 liternél nagyobb űrtartalmú motorú autókra kivetett adó miatt. |
| 1.0        | TU9ML/Z (CDY)    | 1993–1998 | Mono–Motronic MA3.0    | 45 LE 6,000 fordulatszámon    |                                                                                    | |
| 1.0        | TU9ML/Z (CDZ)    | 1993–1996 | Mono–Motronic MA3.0    | 50 hp at 6,000 rpm            |                                                                                    | |
| 1.1        | TU1K             | 1991–1992 | Solex Carburettor      | 60 hp                         | Zen, Color Line, Quiksilver, Open, Equinoxe, Pop Art, Mistral, Kid, XN, XR, sketch | |
| 1.1        | TU1ML/Z (HDZ)    | 1991–1997 | Mono–Jetronic          | 50 hp at 5,800 rpm            |                                                                                    | |
| 1.1        | TU1ML/Z (HDZ)    | 1993–1996 | Magnetti Marelli FDG6  | 60 hp at 6,200 rpm            |                                                                                    | |
| 1.1        | TU1M (HDY)       | 1997–1999 | Motronic MA3.1         | 54 hp at 6,200 rpm            |                                                                                    | |
| 1.1        | TU1M (HDZ)       | 1997–2001 | Motronic MA3.1         | 60 hp at 6,200 rpm            |                                                                                    | |
| 1.1        | TU1JP (HFX)      | 2000–2003 | Motronic MP 7.4.4      | 60 hp at 5,500 rpm            |                                                                                    | |
| 1.3        | TU2J2L/Z (MFZ)   | 1993–1996 | Magnetti Marelli 8P    | 98 hp at 7,200 rpm            | Rallye » 1. változat                                                               | |
| 1.4        | TU3K             | 1991–1992 | Solex Carburettor      | 75 hp                         |                                                                                    | |
| 1.4        | TU3M/Z (KDY)     | 1991–1993 | Mono–Jetronic          | 73 hp at 5,800 fordulatszámon | Color Line, Sport, Quiksilver, Enfant terrible, Equinoxe, Symbio, XR, XS, XT       | |
| 1.4        | TU3FJ2 (KFZ)     | 1991–1996 | Motronic MP3.1         | 95 LE at 6,600 rpm            | XSi 1.4                                                                            | |
| 1.4        | TU3M (KDX)       | 1993–1996 | Mono - Motronic MA3.0  | 75 hp at 5,800 rpm            |                                                                                    | |
| 1.4        | TU3JP (KFX)      | 1997–2001 | Magnetti Marelli 1AP   | 75 hp at 5,500 rpm            |                                                                                    | |
| 1.4        | TU3JP/IFI4 (KFX) | 1998–2001 | Motronic MP7.3         | 75 hp at 5,500 rpm            |                                                                                    | |
| 1.6        | TU5J2 (NFY)      | 1994–1996 | Magnetti Marelli 8P    | 103 hp at 6,200 rpm           | XSi 1.6                                                                            | |
| 1.6        | TU5JP (NFZ)      | 1997–2001 | Motronic MP5.2         | 88 hp at 5,600 rpm            |                                                                                    | |
| 1.6        | TU5J2 (NFW)      | 1997–2000 | Magnetti Marelli 8P    | 103 hp at 6,200 rpm           | Rallye » Phase 2                                                                   | |
| 1.6        | TU5J4 (NFX)      | 1996–2003 | Magnetti Marelli 1AP   | 118 hp at 6,600 rpm           | GTi, Rallye Phase 2 16V                                                            | |

### Dízelmotorok
| Űrtartalom | Név         | Év        | Benzinbejuttatás módja | Teljesítmény               | Modell                                                           | Megjegyzés |
| 1.4        | TUD3Y (K9Y) | 1991–1994 |                        | 51 LE 5,000 fordulatszámon | XND, XRD, XTD                                                    |            |
| 1.5        | (VJX/VJU)   | 1999–2003 | Bosch VP 20            | 58 LE 5,000 fordulatszámon | Az Egyesült Királyságban a VJX-et Catalytic Converternek hívták. |            |
| 1.5        | TUD5Y (VJZ) | 1995-2003 | Lucas Type 070         | 58 LE 5,000 fordulatszámon | XRD, XND, XTD, Kid, Equinoxe, Open, Symbio, Color Line           |            |

## Fordítás
- Ez a szócikk részben vagy egészben  a   Peugeot 106 című angol Wikipédia-szócikk fordításán alapul.  Az eredeti cikk szerkesztőit annak laptörténete sorolja fel. Ez a jelzés csupán a megfogalmazás eredetét és a szerzői jogokat jelzi, nem szolgál a cikkben szereplő információk forrásmegjelöléseként.